# Ørum Kirke (Brønderslev Kommune)
 For alternative betydninger, se Ørum Kirke. (Se også artikler, som begynder med Ørum Kirke)
Ørum Kirke ligger i landsbyen Ørum ca. 13 km SØ for Brønderslev (Region Nordjylland).

## Eksterne kilder og henvisninger
- Ørum Kirke hos KortTilKirken.dk